# Günter Pickert

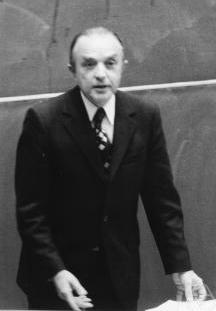
Günter Pickert, 1974

Günter Pickert (* 23. Juni 1917 in Eisenach; † 11. Februar 2015) war ein deutscher Mathematiker, der sich vor allem mit Geometrie und Mathematikdidaktik beschäftigte.

## Leben
Pickert ging in Eisenach zur Schule und studierte ab 1933 Mathematik und Physik an der Universität Göttingen (unter anderem hörte er 1933/34 David Hilberts Vorlesung über die Grundlagen der Geometrie) und der TH Danzig. 1939 wurde er in Göttingen bei Helmut Hasse promoviert (Neue Methoden in der Strukturtheorie der kommutativ-assoziativen Algebren, Mathematische Annalen Bd. 116, S. 217).
Im Zweiten Weltkrieg war er Soldat in Polen, Russland (Stalingrad) und Tunesien, zuletzt als Oberleutnant. Von 1943 bis 1946 war Pickert in Kriegsgefangenschaft in den USA, wo er in der „Lageruniversität“ Vorlesungen hielt. Ab 1946 war er Assistent an der Universität Tübingen (bei Erich Kamke, Konrad Knopp, Hellmuth Kneser), wo er sich 1948 habilitierte, Dozent wurde und 1953 außerplanmäßiger Professor (daneben hielt er 1950 vertretungsweise Vorlesungen in Göttingen und 1951 in Heidelberg). Ab 1962 war er ordentlicher Professor und Direktor des Mathematischen Instituts an der Universität Gießen, wo er 1985 emeritiert wurde.
Pickert beschäftigte sich unter anderem mit endlichen Geometrien, die er auch in die Mathematikdidaktik einbrachte. 1955 erschien sein einflussreiches Lehrbuch über Projektive Ebenen.
Er war ab 1960 Mitherausgeber der Mathematisch-Physikalischen Semesterberichte und außerdem der Zeitschriften Praxis der Mathematik und Didaktik der Mathematik. 1991 wurde ihm Ehrendoktorwürde der Julius-Maximilians-Universität Würzburg verliehen. 1988 erhielt er das Bundesverdienstkreuz 1. Klasse.
Pickert war seit 1942 verheiratet. Seine Ehefrau Anneliese verstarb 2003. Das Paar hat zwei Söhne.
Zu seinen Doktoranden gehören Johannes André, Benno Artmann, Sibylla Prieß-Crampe, Günter Törner, Helmut Salzmann.

## Schriften
- Einführung in die höhere Algebra (= Studia mathematica. 7, ZDB-ID 184926-8). Vandenhoeck & Ruprecht, Göttingen 1951.
- Lineare Algebra. Normalformen von Matrizen (= Enzyklopädie der mathematischen Wissenschaften mit Einschluss ihrer Anwendungen. Band 1, 1, Heft 3, Teil 1). 2., völlig neubearbeitete Auflage. Teubner, Leipzig 1953, (Digitalisat).
- Mitautor der Beiträge Polynome, Aufbau des Systems der reellen Zahlen, Komplexe Zahlen und Quaternionen in: Heinrich Behnke, Friedrich Bachmann, Kuno Fladt (Hrsg.) Grundzüge der Mathematik. Band 1: Grundlagen der Mathematik, Arithmetik und Algebra. Vandenhoeck & Ruprecht, Göttingen 1958.
- Analytische Geometrie (= Mathematik und ihre Anwendungen in Physik und Technik. Reihe A, 24, ZDB-ID 503787-6). Akademische Verlagsgesellschaft Geest & Portig, Leipzig 1953 (7. Aufl. 1976).
- Projektive Ebenen (= Grundlehren der mathematischen Wissenschaften in Einzeldarstellungen. 80, ISSN 0072-7830). Springer, Berlin u. a. 1955 (2. Aufl. 1975).
- Ebene Inzidenzgeometrie. Beispiele zur Axiomatik mit einer Einführung in die formale Logik (= Schriftenreihe zur Mathematik. 8, ISSN 0559-0221). Otto Salle, Frankfurt am Main u. a. 1958.
- Einführung in die Differential- und Integralrechnung. Klett, Stuttgart 1969.
- Einführung in die endliche Geometrie. Klett, Stuttgart 1974, ISBN 3-12-983250-5.
- Metrische Geometrie in vektorieller Darstellung. Klett, Stuttgart 1983, ISBN 3-12-983400-1.

## Quelle
- Renate Tobies: Biographisches Lexikon in Mathematik promovierter Personen an deutschen Universitäten und Technischen Hochschulen. WS 1907/08 bis WS 1944/45 (= Algorismus. Studien zur Geschichte der Mathematik und der Naturwissenschaften. 58). Rauner, Augsburg 2006, ISBN 3-936905-21-5.